# Lucretia Magnusdotter
Lucretia Magnusdotter Gyllenhielm (1563 – 25 de março de 1624) foi a filha ilegítima do príncipe Magno, Duque da Gotalândia Oriental e de Valborg Eriksdotter. Foi casada com Christoffer von Warnstedt.

## Família
Seus avós paternos eram o rei Gustavo I da Suécia e sua segunda esposa, Margarida Leijonhufvud. A identidade de seus avós maternos é desconhecida, mas acredita-se que era filha de um vigário.
Lucretia teve duas meia-irmãs por parte de pai: Helena, esposa do nobre Wollmar Yxkull, e Virginia.

## Biografia
A mãe de Lucretia, Valborg, tornou-se amante do duque Magno em 1560, e mudou-se com ele para residir no Castelo de Vadstena. Lucretia foi criada pela mãe até os três anos de idade. Depois, foi colocada sob os cuidados de sua tia, Isabel da Suécia.
Em 1581, a jovem acompanhou a princesa em sua viagem a Alemanha, para o seu casamento com o duque Cristóvão de Mecklemburgo. No país, ela conheceu o cortesão Christoffer von Warnstedt, e em 1586, eles receberam permissão para se casaram do rei João III da Suécia. O casamento foi realizado no  Mosteiro de Vreta naquele mesmo ano.
O casal passou a morar na Suécia, onde Christoffer foi feito governador, e ela ocupou a posição de chefe das damas de companhia de Ana Maria do Palatinado-Simmern, a primeira esposa do rei Carlos IX, tio de Lucretia.
Eles tiveram cinco filhos, quatro meninos e uma menina.
A nobre faleceu no dia 25 de março de 1624, com aproximadamente 62 anos de idade. Ela foi enterrada na Catedral de Uppsala.

## Descendência
- Carl von Warnstedt (1587 – 1607);
- Johan von Warnstedt (1590 – 1628), marido de Anna Kyle;
- Christina von Warnstedt (1600 – 1654), esposa de Otto von Sack;
- Melcher von Wernstedt (1602 – 1655), foi governador do condado de Österbotten, de 1635 a 1641. Foi marido de Christina Ribbing;
- Magnus von Warnstedt (m. 1626).